# ژان پیر فلورنس
ژان پیر فلورنس (انگلیسی: Jean Pierre Flourens) زاده ۱۳ آوریل ۱۷۹۴م، برابر با یکشنبه، ۲۴ فروردین ۱۱۷۳خ. در شهرستان ارو، فرانسه و مرگ به تاریخ ۶ دسامبر ۱۸۶۷م، برابر با جمعه، ۱۵ آذر ۱۲۴۶خ. در سن ۷۳ سالگی در مونژورون، فرانسه، یک پزشک و پژوهشگر فرانسوی بود.

## دلیل سرشناسی
ژان پیر فلورنس، به عنوان اولین نفری شناخته می‌شود که در مطالعه عملکرد مغز مهره‌داران، به آزمایش تداخلی پرداخت. به این معنی که با حذف یا تخریب نواحی مشخصی از مغز، تأثیر تغییرات اعمال شده، در رفتار جانوران را مورد مطالعه قرار داد. همچنین وی یکی از پیشگامان تکامل و گسترش کاربرد بیهوشی در ارتباط با علوم پزشکی است.

## پیشینه
ژان پیر فلورنس، سال ۱۷۹۴م، در شهرستان ارو در جنوب فرانسه به دنیا آمد. وی در سن ۱۵ سالگی در مون‌پلیه آغاز به تحصیل در رشته پزشکی کرد و درسال ۱۸۱۳م، موفق به اخذ درجه دکترای پزشکی از دانشگاه مونپلیه شد. یک سال بعد، به پاریس نقل مکان کرد. در آنجا تحت حمایت ژرژ کوویه، زیست‌شناس معروف فرانسوی و بنیانگذار علم دیرینشناسی، مشغول به ادامه مطالعات و انجام تحقیقات علمی در حوزه عصب‌شناسی شد.
در آن زمان دو نظریه عمده در مورد طرز کار مغز وجود داشت. یکی بر فعالیت تخصصی در نواحی متمایز؛ و دیگری بر فعالیت عمومی در ساختاری یکپارچه، استوار بود. فرانتس یوزف گال که وی را به عنوان بانی جمجمه‌شناسی می‌شناسند، به وجود نواحی متمایز با وظایف تخصصی در مغز معتقد بود و ادعا می‌کرد که شکل ظاهری جمجمه این نظام تخصصی را بازتاب می‌دهد. هر چند نظریه گال در آن زمان هواداران زیادی داشت، اما هرگز به اثبات نرسیده بود. فلورنس، اولین شخصی بود که آشکارا از طریق انجام آزمایش تداخلی، نظریات گال را به چالش کشید. وی با تخریب نواحی خاصی از مغز جانوران، به‌خصوص کبوتر، تغییرات حاصل در رفتار را تحت مطالعه قرار داد. طی این مطالعات، وی مشاهده کرد که تخریب مخچه باعث اختلال در تعادل و هماهنگی حرکت در جانور می‌شود؛ یا تخریب بخش جلوی مغز باعث بروز انواع دیگری از اختلالات رفتاری می‌شود. وی این سری از آزمایشها که به آن  ابلسیون می‌گویند و کلمه فارسی ابله نیز احتمالاً از همان ریشه گرفته را با دقت بیشتری در نواحی مختلف مغز ادامه داد و از جمله کشف کرد که برداشتن بصل النخاع، باعث مرگ جانور می‌شود و نتیجه گرفت که تنظیم فعالیت‌های حیاتی مانند تنفس به صورت تخصصی در این ناحیه صورت می‌گیرد. وی همچنین کشف کرد بخش‌های بزرگی از مغز فعالیتی عمومی و انعطاف‌پذیر دارند، به گونه ای که وظایف بعضی از نواحی حذف شده از مغز، به مرور زمان، توسط نواحی دیگری که باقی مانده‌اند، جبران می‌شود.
ژان پیر فلورنس، در سال ۱۸۳۲م، به مقام استادی در کالبدشناسی تطبیقی رسید و در سال ۱۸۵۵م، به استادی تاریخ طبیعی در کلژ دو فرانس برگزیده شد. همچنین وی در زمره اولین کسانی بود که طی مطالعات خود به نقش کلروفرم در بیهوش ساختن جانوران پی برد و در سال ۱۸۴۷م، توجه محافل علمی را به آن جلب کرد. وی در۱۸۶۷م، برابر با ۱۲۴۶خ. در سن ۷۳ سالگی در مونژورون، در نزدیکی پاریس درگذشت.